# Béthancourt-en-Vaux

Béthancourt-en-Vaux este o comună în departamentul Ain, Franța. În 1 ianuarie 2022 avea o populație de 425 de locuitori.